# Мілфордська затока

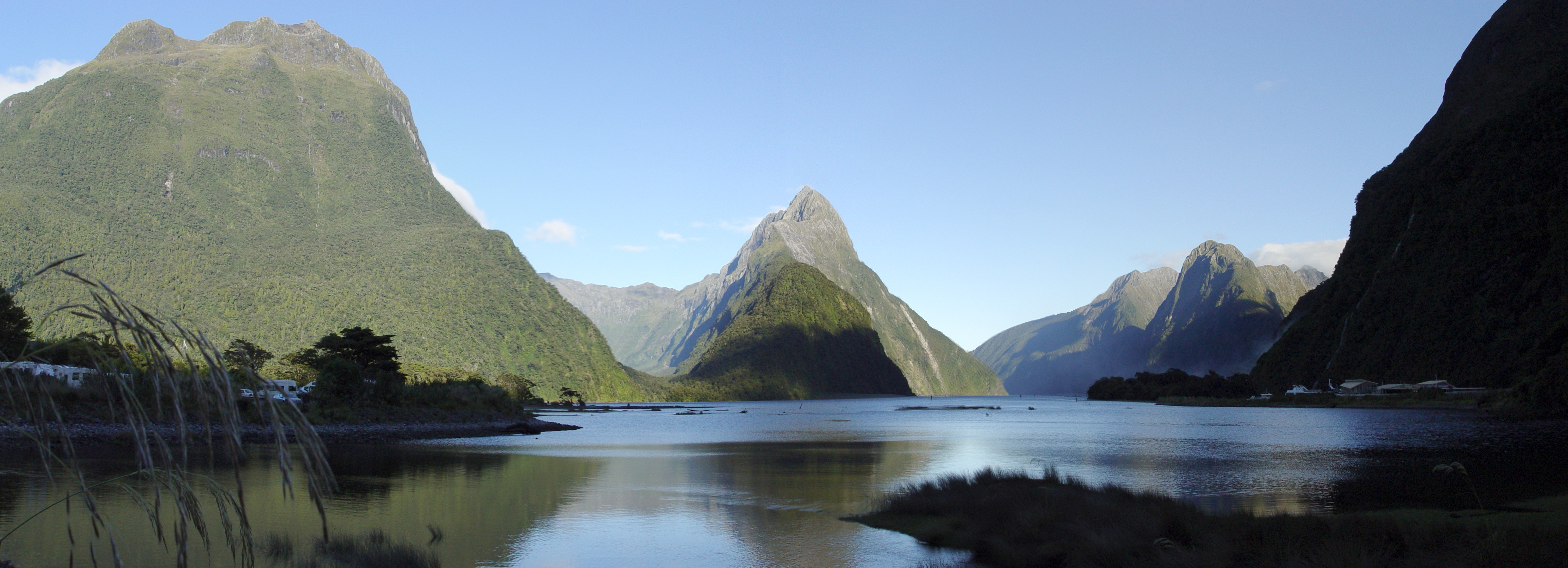
Панорама Мілфордської затоки в ясний день. Пік Мітре (в центрі) піднімається на 1 692 м над рівнем затоки.

Мілфордська затока (англ. Milford Sound, маор. Piopiotahi) — затока на південному заході Південного острова Нової Зеландії. За своєю структурою затока класифікується як фіорд.
Мілфордська затока відома своїми ландшафтами й дуже популярна серед туристів і кінематографістів (наприклад, у квітні-липні 2016 року тут знімалася натура для фільму «Чужий: Заповіт»). Затока розташована на території Національного парку Фіордленда — частини об'єкта світової спадщини Те-Вахіпоунаму (маор. Te Wāhipounamu, «вода зеленого каменя»).

## Назва
Затока названа англійською мовою за назвою Мілфордської гавані в Уельсі, як і річка Кледдау, що впадає в неї, названа за відповідною валлійською річкою. Назва затоки мовою маорі, Piopiotahi, означає «місцевий дрізд».